# Тербунский район

Знак на въезде в район по шоссе Хлевное—Тербуны

Тербу́нский райо́н — административно-территориальная единица (район) и муниципальное образование (муниципальный район) на юго-западе Липецкой области России.
Административный центр — село Тербуны.

## География
Рельеф и расположение
Площадь 1170,07 км² (12-е место среди районов). Протяжённость района с севера на юг — 32 км, с запада на восток — 51 км.
Территория района возвышенная, неровная, поверхность порезана оврагами, речками, представляет собой многочисленные холмы, резко возвышающиеся над речными долинами. Почвенный покров: типичные чернозёмы на юге и солоди на севере района. В сильной степени развиты эрозионные процессы.
Главные реки — Олым, Олымчик и Кобылья Снова. Озёр, прудов мало. Лесная площадь незначительна.
Район граничит с тремя областями: Орловской (Ливенский район). Курской (Касторенский район), Воронежской (Семилукский район) и в своей Липецкой — с Долгоруковским, Задонским, Хлевенским и Воловским районами.

### Климат
Район располагается в умеренном климатическом поясе Северного полушария. Годовое количество осадков — 450—500 мм. Средняя температура января −9,5 °C, июля +19,5 °C Преобладающее направление ветра в январе — северо-западное, в июле — юго-западное. Климат района умеренно континентальный с теплым летом и умеренно холодной зимой. Все сезоны года четко выражены.
Полезные ископаемые
Тербунский район богат полезными ископаемыми. Наиболее распространенные — трепельные глины, кирпично-черепичное сырьё, цветные пески. Из 3 месторождений 2 являются госрезервом (Тербунское и Васильевское), но при наличии потребителя могут эксплуатироваться в соответствии с законом «О недрах».

## История
Район образован 30 июля 1928 года в составе Центрально-Чернозёмной области (ЦЧО) (до 1930 входил в Елецкий округ). После разделения ЦЧО 31 декабря 1934 года вошёл в состав Воронежской, а 18 января 1935 года — Курской области. После образования 6 января 1954 года Липецкой области включён в её состав.

## Население
| 1939    | 1959    | 1970    | 1979    | 1989    | 2000    | 2002    | 2003    | 2006    |
| ------- | ------- | ------- | ------- | ------- | ------- | ------- | ------- | ------- |
| 35 426  | ↘34 154 | ↗34 612 | ↘28 835 | ↘25 752 | ↘24 800 | ↘24 068 | ↘23 900 | ↘23 103 |
| 2009    | 2010    | 2011    | 2012    | 2013    | 2014    | 2015    | 2016    | 2017    |
| ↘22 681 | ↘22 536 | ↘22 529 | ↘22 390 | ↘22 346 | ↘22 284 | ↘22 190 | ↗22 319 | ↗22 388 |
| 2018    | 2021    |         |         |         |         |         |         |         |
| ↘22 118 | ↘20 837 |         |         |         |         |         |         |         |

### Национальный состав
По итогам переписи населения 2020 года проживали следующие национальности (национальности менее 0,1 % и другое, см. в сноске к строке «Другие»):
| Национальность | Численность, чел. | Доля     |
| -------------- | ----------------- | -------- |
| Русские        | 19 516            | 93,66 %  |
| Армяне         | 269               | 1,29 %   |
| Езиды          | 188               | 0,90 %   |
| Таджики        | 94                | 0,45 %   |
| Молдаване      | 69                | 0,33 %   |
| Узбеки         | 65                | 0,31 %   |
| Украинцы       | 62                | 0,30 %   |
| Азербайджанцы  | 60                | 0,29 %   |
| Татары         | 26                | 0,12 %   |
| Цыгане         | 21                | 0,10 %   |
| Другие         | 467               | 2,25 %   |
| Итого          | 20 837            | 100,00 % |

## Административно-муниципальное устройство
Тербунский район, в рамках административно-территориального устройства области, включает 15 административно-территориальных единиц — 15 сельсоветов.
Тербунский муниципальный район, в рамках организации местного самоуправления, включает 15 муниципальных образований со статусом сельских поселений:
| №  | Муниципальное образование     | Административный центр  | Количество населённых пунктов | Население, чел. | Площадь, км² |
| -- | ----------------------------- | ----------------------- | ----------------------------- | --------------- | ------------ |
| 1  | Берёзовский сельсовет         | село Берёзовка          | 6                             | ↗1091           | 99,74        |
| 2  | Большеполянский сельсовет     | село Большая Поляна     | 3                             | ↘706            | 66,16        |
| 3  | Борковский сельсовет          | село Борки              | 5                             | ↘601            | 61,15        |
| 4  | Вислополянский сельсовет      | село Вислая Поляна      | 3                             | ↘677            | 64,75        |
| 5  | Зареченский сельсовет         | село Заречное           | 4                             | ↘410            | 38,26        |
| 6  | Казинский сельсовет           | село Казинка            | 3                             | ↘918            | 96,60        |
| 7  | Кургано-Головинский сельсовет | село Марьино-Николаевка | 12                            | ↘998            | 106,20       |
| 8  | Новосильский сельсовет        | село Новосильское       | 2                             | ↘421            | 38,64        |
| 9  | Озёрский сельсовет            | село Озёрки             | 2                             | ↘413            | 72,54        |
| 10 | Покровский сельсовет          | село Покровское         | 3                             | ↘530            | 76,90        |
| 11 | Солдатский сельсовет          | село Солдатское         | 4                             | ↘1677           | 78,86        |
| 12 | Тербунский Второй сельсовет   | село Вторые Тербуны     | 4                             | ↘2036           | 123,36       |
| 13 | Тербунский сельсовет          | село Тербуны            | 11                            | ↗8649           | 100,41       |
| 14 | Тульский сельсовет            | село Тульское           | 8                             | ↘735            | 71,30        |
| 15 | Урицкий сельсовет             | село Урицкое            | 5                             | ↘976            | 75,21        |

## Населённые пункты
В Тербунском районе 75 населённых пунктов.
| №  | Населённый пункт    | Тип     | Население | Муниципальное образование     |
| -- | ------------------- | ------- | --------- | ----------------------------- |
| 1  | Александровка       | деревня | ↗19       | Кургано-Головинский сельсовет |
| 2  | Алешки              | деревня | 111       | Борковский сельсовет          |
| 3  | Апросимовка         | деревня | 0         | Борковский сельсовет          |
| 4  | Апухтино            | деревня | 11        | Борковский сельсовет          |
| 5  | Барышниково         | деревня | ↘104      | Урицкий сельсовет             |
| 6  | Берёзовка           | село    | 669       | Берёзовский сельсовет         |
| 7  | Богатые Плоты       | деревня | ↘22       | Кургано-Головинский сельсовет |
| 8  | Большая Киреевка    | деревня | ↗32       | Кургано-Головинский сельсовет |
| 9  | Большая Поляна      | село    | ↗617      | Большеполянский сельсовет     |
| 10 | Борки               | село    | 531       | Борковский сельсовет          |
| 11 | Бурдино             | село    | ↘645      | Тербунский Второй сельсовет   |
| 12 | Васильевка          | деревня | ↘471      | Тербунский сельсовет          |
| 13 | Вершина             | деревня | →45       | Новосильский сельсовет        |
| 14 | Вислая Поляна       | село    | ↘584      | Висло-Полянский сельсовет     |
| 15 | Воейково            | деревня | 123       | Берёзовский сельсовет         |
| 16 | Вторые Тербуны      | село    | ↘1377     | Тербунский Второй сельсовет   |
| 17 | Грязновка           | деревня | ↘177      | Покровский сельсовет          |
| 18 | Давыдовка           | деревня | →33       | Покровский сельсовет          |
| 19 | Даниловка           | деревня | ↘32       | Урицкий сельсовет             |
| 20 | Даниловские Выселки | деревня | ↘0        | Тербунский сельсовет          |
| 21 | Дроновка            | хутор   | ↘7        | Тульский сельсовет            |
| 22 | Дубровка            | деревня | ↘31       | Урицкий сельсовет             |
| 23 | Дуброво             | село    | →208      | Висло-Полянский сельсовет     |
| 24 | Заречное            | село    | ↘403      | Зареченский сельсовет         |
| 25 | Засосная            | деревня | ↘9        | Тульский сельсовет            |
| 26 | Ивановка            | деревня | 260       | Берёзовский сельсовет         |
| 27 | Ивановка            | деревня | ↘33       | Кургано-Головинский сельсовет |
| 28 | Илюхино             | деревня | ↗14       | Тербунский сельсовет          |
| 29 | Казинка             | село    | ↘613      | Казинский сельсовет           |
| 30 | Каменка             | село    | ↘115      | Озёрский сельсовет            |
| 31 | Каменка             | деревня | ↗30       | Тульский сельсовет            |
| 32 | Киреевка            | деревня | 61        | Берёзовский сельсовет         |
| 33 | Князевка            | деревня | →0        | Урицкий сельсовет             |
| 34 | Красная Поляна      | село    | 26        | Большеполянский сельсовет     |
| 35 | Курганка            | деревня | ↘68       | Кургано-Головинский сельсовет |
| 36 | Курганка            | село    | ↘42       | Кургано-Головинский сельсовет |
| 37 | Кургано-Головино    | деревня | ↘35       | Кургано-Головинский сельсовет |
| 38 | Лобановка           | деревня | ↘2        | Тербунский сельсовет          |
| 39 | Малая Киреевка      | деревня | →0        | Кургано-Головинский сельсовет |
| 40 | Малиновая Поляна    | село    | ↘178      | Большеполянский сельсовет     |
| 41 | Малые Борки         | деревня | ↘215      | Тербунский сельсовет          |
| 42 | Марьино-Николаевка  | село    | ↘713      | Кургано-Головинский сельсовет |
| 43 | Михайловка          | деревня | ↘262      | Казинский сельсовет           |
| 44 | Набоково            | деревня | ↗83       | Тербунский сельсовет          |
| 45 | Нагорное            | село    | ↘68       | Тербунский сельсовет          |
| 46 | Никольское          | деревня | ↘186      | Казинский сельсовет           |
| 47 | Новая Каменка       | деревня | ↘14       | Кургано-Головинский сельсовет |
| 48 | Новосильское        | село    | ↘510      | Новосильский сельсовет        |
| 49 | Озёрки              | село    | ↗396      | Озёрский сельсовет            |
| 50 | Олымовка            | деревня | 11        | Берёзовский сельсовет         |
| 51 | Ольшанка Вторая     | деревня | ↘38       | Кургано-Головинский сельсовет |
| 52 | Орловка             | деревня | →44       | Тульский сельсовет            |
| 53 | Островок            | деревня | ↗120      | Тербунский Второй сельсовет   |
| 54 | Петровское          | деревня | ↘443      | Солдатский сельсовет          |
| 55 | Петропавловка       | деревня | ↗108      | Кургано-Головинский сельсовет |
| 56 | Плехановка          | деревня | ↘121      | Тербунский сельсовет          |
| 57 | Плотки              | деревня | 22        | Борковский сельсовет          |
| 58 | Покровское          | село    | ↘440      | Покровский сельсовет          |
| 59 | Прудки              | деревня | ↘17       | Тербунский сельсовет          |
| 60 | Райский             | посёлок | ↘280      | Тульский сельсовет            |
| 61 | Русовка             | деревня | ↘8        | Солдатский сельсовет          |
| 62 | Секирино            | деревня | ↗45       | Зареченский сельсовет         |
| 63 | Синий Камень        | деревня | ↘2        | Тербунский сельсовет          |
| 64 | Солдатское          | село    | ↘1317     | Солдатский сельсовет          |
| 65 | Спасская            | деревня | →14       | Тульский сельсовет            |
| 66 | Становляновка       | деревня | 30        | Берёзовский сельсовет         |
| 67 | Тербуны             | село    | ↗7760     | Тербунский сельсовет          |
| 68 | Тульское            | село    | ↗201      | Тульский сельсовет            |
| 69 | Урицкое             | село    | ↘979      | Урицкий сельсовет             |
| 70 | Усть-Юрское         | деревня | ↘12       | Зареченский сельсовет         |
| 71 | Хутор-Берёзовка     | село    | ↘396      | Тульский сельсовет            |
| 72 | Шпейнарка           | деревня | ↘31       | Зареченский сельсовет         |
| 73 | Юрасовка            | деревня | ↗17       | Висло-Полянский сельсовет     |
| 74 | Языково             | деревня | ↘4        | Солдатский сельсовет          |
| 75 | Яковлево            | село    | ↗339      | Тербунский Второй сельсовет   |

Исчезнувшие населённые пункты
- Ивановка — д. Тербунского района Висло-Полянского сельсовета. Возникла в середине XVIII в. В документах 1777 г. есть запись: сельцо Таволжанка (Ивановское), рядом с с. Вислой Поляной, владение Ивана Михайловича Приклонского. Название — по имени владельца.
- Лобановка — д. Тербунского района Казинского сельсовета. Основана в начале 1860-х гг. крестьянами соседнего с. Тербуны (ныне — Вторые Тербуны), переселившимися в связи с тем, что на старом месте они испытывали недостаток в воде.
- Олымчик

## Официальные символы района

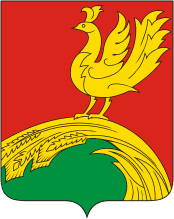

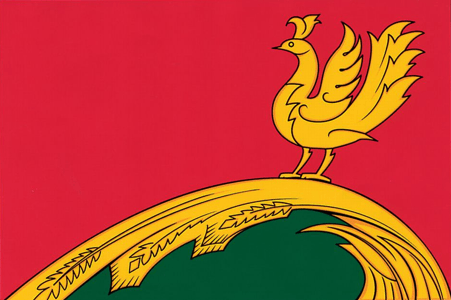

Герб Тербунского района утвержден решением Тербунского районного Совета депутатов №37 от 5 мая 2004 года.
Флаг Тербунского района утвержден решением Тербунского районного Совета депутатов №38 от 5 мая 2004 года.

## Экономика и инфраструктура
Промышленность
В настоящее время на территории района функционируют 4 крупных промышленных предприятия: филиал ЗАО МПБК «Очаково», ООО «Тербунский Гончар», АО Рафарма и ООО Мегамикс Центр.
Сельское хозяйство
В районе насчитывается около 20 сельскохозяйственных предприятий. Наиболее крупные из них: ООО «Сельхозинвест», ООО «Мит-Милк», ООО «Трио Плюс», КХ «Рассвет», ОСП «Березовка» ЗАО «Зерос».
Основными направлениями отрасли являются: производство пшеницы, пивоваренного ячменя, сахарной свеклы.
Торговля и сфера услуг
В районе 68 предприятий общественного питания, 117 торговых и 25 предприятий по оказанию бытовых услуг. В районном центре с. Тербуны функционируют: 1 смешанный рынок, 2 мини-рынка, 1 крытый рынок. Обеспеченность торговыми площадями в расчёте на 1000 жителей на 1 января 2009 года составляет 310 м².
В Тербунском районе зарегистрировано 99 малых предприятий, 302 индивидуальных предпринимателя. Сложившаяся отраслевая структура малого бизнеса свидетельствует о развитии его преимущественно в сфере торговли и общественного питания, доля малых предприятий в этой отрасли экономики — 57 %, в других отраслях — 36 %.
Транспорт
Через район проходит железнодорожная магистраль «Москва—Елец—Донбасс», по ней осуществляется прямое железнодорожное сообщение — с Москвой, Ельцом, Старым Осколом, Донецком и другими городами России и Украины. На линии расположены 3 железнодорожные станции: Свечинская, Тербуны, Ударник.
По району проходит автотрасса областного значения «Липецк—Тербуны—Волово», другие территориальные автодороги. Есть прямое автобусное сообщение с Липецком, Воронежем, Ельцом, населёнными пунктами района. Перевозку пассажиров осуществляет МУ АТП, так же действуют несколько служб такси.

## Культура
|  | В Тербунах функционируют Центр внешкольной работы с детьми и подростками и Школа искусств. В 2008-м году завершено строительство культурно-спортивного комплекса «Олимпийский», где разместились плавательный бассейн на 8 дорожек, спортивный зал, кинотеатр, библиотека и интернет-кафе. 1 августа 2009 года в Тербунах прошёл рок-фестиваль Terbuny Rock Fest. С 2008 года проводится ежегодный фестиваль авторской песни «Аккорды лета». 20 февраля 2010 года состоялся фестиваль женской рок-музыки и поэзии «Зимнее Солнце». |

## Достопримечательности
- В селе Борки расположена Усадьба Борки, называемая так же Борковский замок. Это единственный в Липецкой области  памятник архитектуры (региональный) в английском готическом стиле, является памятником архитектуры последней четверти XIX века. В начале XX века усадьба принадлежала двоюродному брату императора Николая II великому князю Андрею Владимировичу.
- Усадебный парк является дендрологическим памятником природы.
- Церковь Вознесения Господня  памятник архитектуры (региональный) в селе Бурдино. Построена в 1790 году. При ней 15 октября 1865 года была открыта первая церковно-приходская школа и вначале действовала как двухклассная. Здесь существовал Преображенский мужской монастырь, а потом женский. Мужской монастырь выведен за штат при императрице Елизавете Петровне.
- Покровская церковь  памятник архитектуры (региональный) в селе Покровское. Построена во второй половине XVIII века.
- Парк в селе Тульское. Является дендрологическим памятником природы.

## СМИ
- Районная общественно-политическая газета «Маяк».